# Jan Huitema

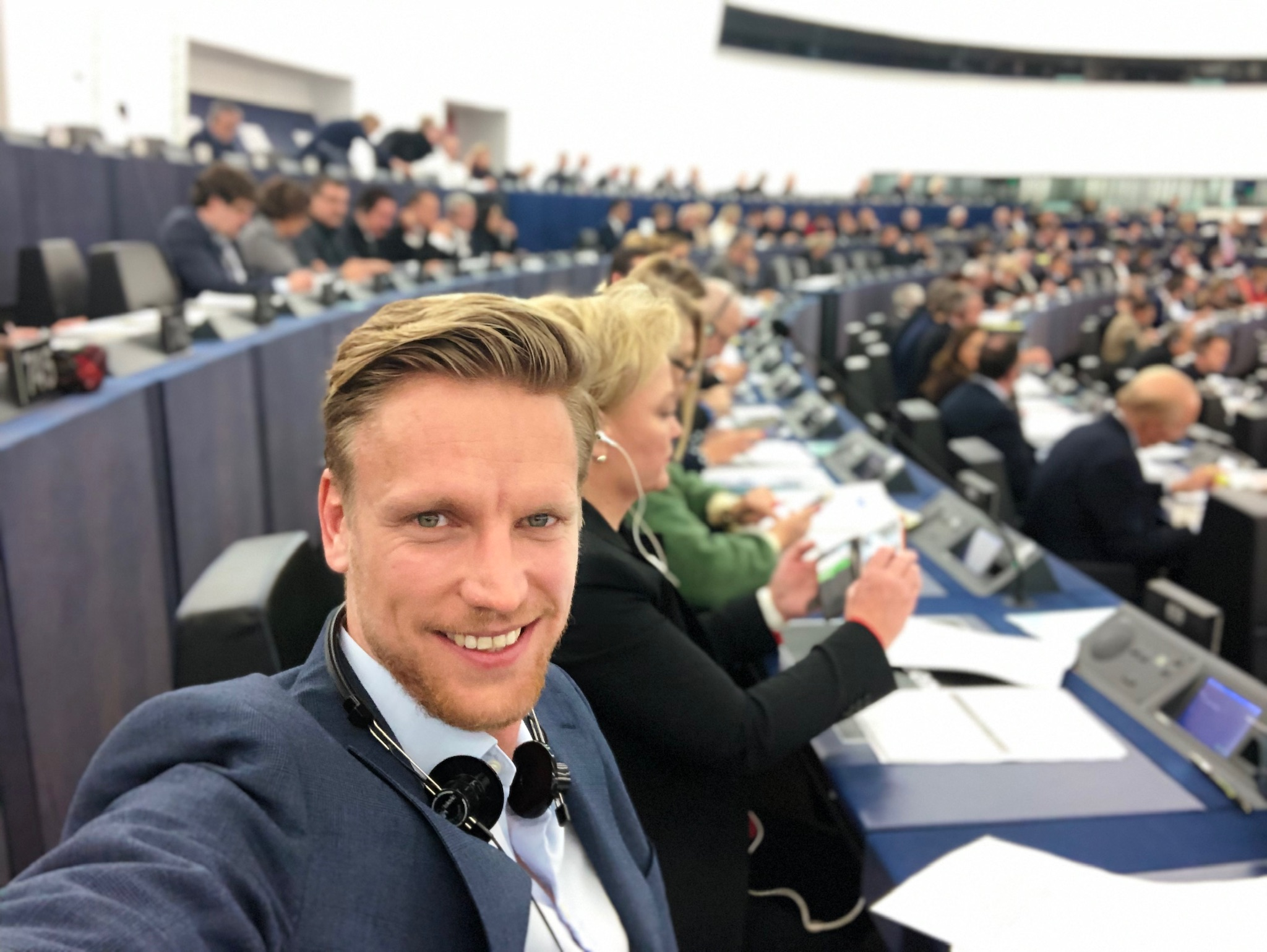
Jan Huitema, 2018

Jan Huitema (* 5. Juli 1984 in Heerenveen) ist ein niederländischer Politiker der Volkspartij voor Vrijheid en Democratie und Landwirt.

## Leben
Huitema studierte an der Universität Wageningen Tierproduktion. Gemeinsam mit seinem Vater betreibt er in Makkinga einen Milchbetrieb. Seit 2014 ist er Abgeordneter im Europäischen Parlament. Dort ist er Mitglied im Ausschuss für Landwirtschaft und ländliche Entwicklung und in der Delegation für die Beziehungen zu Kanada.